# Iva Budařová
Iva Budařová (Duchcov, 31 juli 1960) is een voormalig tennisspeelster uit Tsjecho-Slowakije. Zij speelt linkshandig. Zij was actief in het internationale tennis van 1978 tot en met 1991.
Budařová speelde tussen 1980 en 1984 elf partijen voor Tsjecho-Slowakije op de Fed Cup – zij vergaarde daar een winst/verlies-balans van 7–4.
Zij kwam in het enkel- en het dubbelspel op alle grandslamtoernooien uit. Zij reikte in 1979, 1983 en 1984 tot de derde ronde van Roland Garros en in 1983, 1984 en 1986 evenzo ver op Wimbledon.

## Posities op deWTA-ranglijst
Positie per einde seizoen:
| jaar | rang enkelspel | rang dubbelspel |
| ---- | -------------- | --------------- |
| 1978 | 131            | –               |
| 1979 | 56             | –               |
| 1980 | 112            | –               |
| 1981 | 78             | –               |
| 1982 | 56             | –               |
| 1983 | 25             | –               |
| 1984 | 56             | –               |
| 1985 | 57             | –               |
| 1986 | 112            | 67              |
| 1987 | 116            | 136             |
| 1988 | 105            | 87              |
| 1989 | 141            | 99              |
| 1990 | 191            | 132             |
| 1991 | 595            | 273             |

## Palmares
| Legenda                |
| ---------------------- |
| Grandslamtoernooi      |
| Olympische Spelen      |
| Year-End Championships |
| Tier I                 |
| Tier II                |
| Tier III               |
| Tier IV & V            |

### WTA-finaleplaatsen enkelspel
| nr.              | finale     | toernooi      | ondergrond    | tegenstandster   | score    | ref    |
| ---------------- | ---------- | ------------- | ------------- | ---------------- | -------- | ------ |
| gewonnen finales |            |               |               |                  |          |        |
| geen             |            |               |               |                  |          |        |
| verloren finales |            |               |               |                  |          |        |
| 1.               | 1979-02-18 | WTA Columbus  | hardcourt (i) | Renee Blount     | 6-7, 1-6 | [ 10 ] |
| 2.               | 1981-03-08 | WTA Las Vegas | hardcourt (i) | Yvonne Vermaak   | 2-6, 3-6 | [ 11 ] |
| 3.               | 1982-02-07 | WTA Ogden     | hardcourt (i) | Patricia Medrado | 2-6, 6-7 | [ 12 ] |
| 4.               | 1984-05-13 | WTA Lugano    | gravel        | Manuela Maleeva  | 1-6, 1-6 | [ 13 ] |

### WTA-finaleplaatsen vrouwendubbelspel
| nr.              | finale     | toernooi        | ondergrond    | partner           | tegenstandsters                       | score         | ref    |
| ---------------- | ---------- | --------------- | ------------- | ----------------- | ------------------------------------- | ------------- | ------ |
| gewonnen finales |            |                 |               |                   |                                       |               |        |
| 1.               | 1982-02-07 | WTA Ogden       | hardcourt (i) | Catherine Tanvier | Yvona Brzáková Marcela Skuherská      | 6-3, 6-2      | [ 12 ] |
| 2.               | 1984-05-27 | WTA Perugia     | gravel        | Helena Suková     | Kathleen Horvath Virginia Ruzici      | 7-6, 1-6, 6-4 | [ 14 ] |
| 3.               | 1986-05-11 | WTA Barcelona   | gravel        | Catherine Tanvier | Petra Huber Petra Keppeler            | 6-2, 6-1      | [ 15 ] |
| 4.               | 1988-05-01 | WTA Barcelona   | gravel        | Sandra Wasserman  | Anna-Karin Olsson María José Llorca   | 1-6, 6-3, 6-2 | [ 16 ] |
| 5.               | 1989-07-23 | WTA Estoril     | gravel        | Regina Rajchrtová | Gabriela Castro Conchita Martínez     | 6-2, 6-4      | [ 17 ] |
| verloren finales |            |                 |               |                   |                                       |               |        |
| 1.               | 1984-05-13 | WTA Lugano      | gravel        | Marcela Skuherská | Christiane Jolissaint Marcella Mesker | 4-6, 3-6      | [ 13 ] |
| 2.               | 1986-11-09 | WTA Little Rock | tapijt (i)    | Beth Herr         | Svetlana Tsjerneva Larisa Savtsjenko  | 2-6, 6-1, 1-6 | [ 18 ] |

## Resultaten grandslamtoernooien
| Legenda | Legenda                          |
| ------- | -------------------------------- |
| g.t.    | geen toernooi gehouden           |
| l.c.    | lagere categorie                 |
| –       | niet deelgenomen                 |
| G       | uitgeschakeld in de groepsfase   |
| 1R      | uitgeschakeld in de eerste ronde |
| 2R      | uitgeschakeld in de tweede ronde |
| 3R      | uitgeschakeld in de derde ronde  |
| 4R      | uitgeschakeld in de vierde ronde |
| KF      | uitgeschakeld in de kwartfinale  |
| HF      | uitgeschakeld in de halve finale |
| F       | de finale verloren               |
| W       | het toernooi gewonnen            |
| w-v     | winst/verlies-balans             |

### Enkelspel
| toernooi        | 1978 | 1979 | 1980 | 1981 | 1982 | 1983 | 1984 | 1985 | 1986 | 1987 | 1988 | 1989 | 1990 |
| --------------- | ---- | ---- | ---- | ---- | ---- | ---- | ---- | ---- | ---- | ---- | ---- | ---- | ---- |
| Australian Open | –    | –    | –    | –    | 2R   | 1R   | 2R   | –    | g.t. | –    | –    | 1R   | –    |
| Roland Garros   | 2R   | 3R   | 2R   | 1R   | 2R   | 3R   | 3R   | 1R   | 2R   | 2R   | 2R   | 1R   | 2R   |
| Wimbledon       | –    | 1R   | 1R   | –    | 1R   | 3R   | 3R   | 1R   | 3R   | 1R   | 2R   | 2R   | –    |
| US Open         | –    | –    | –    | 1R   | 2R   | 2R   | 2R   | 1R   | 2R   | 1R   | 1R   | –    | –    |

### Vrouwendubbelspel
| toernooi        | 1978 | 1979 | 1980 | 1981 | 1982 | 1983 | 1984 | 1985 | 1986 | 1987 | 1988 | 1989 | 1990 | 1991 |
| --------------- | ---- | ---- | ---- | ---- | ---- | ---- | ---- | ---- | ---- | ---- | ---- | ---- | ---- | ---- |
| Australian Open | –    | –    | –    | –    | 1R   | 1R   | 1R   | –    | g.t. | –    | –    | 1R   | –    | –    |
| Roland Garros   | 2R   | 1R   | 1R   | 1R   | 2R   | 1R   | 2R   | 2R   | 3R   | 1R   | 1R   | 1R   | 1R   | 1R   |
| Wimbledon       | –    | 1R   | 1R   | –    | –    | 2R   | 1R   | 2R   | 1R   | 1R   | 1R   | 1R   | –    | 2R   |
| US Open         | –    | –    | –    | 1R   | 2R   | 2R   | 2R   | 2R   | 2R   | 1R   | 2R   | 1R   | 1R   | –    |

### Gemengd dubbelspel
| toernooi        | 1989 |
| --------------- | ---- |
| Australian Open | –    |
| Roland Garros   | –    |
| Wimbledon       | 1R   |
| US Open         | –    |